# 1658 Innes
1658 Innes è un asteroide della fascia principale. Scoperto nel 1953, presenta un'orbita caratterizzata da un semiasse maggiore pari a 2,5603242 UA e da un'eccentricità di 0,1812337, inclinata di 9,07943° rispetto all'eclittica.
Fa parte della famiglia di asteroidi Rafita.
L'asteroide è dedicato all'astronomo scozzese Robert Innes.